# Stelian Paflagonul
Stelian Paflagonul (în latină Stylianus, în greacă veche Stylianós) a fost un călugăr pustnic din provincia Paflagonia, canonizat ca sfânt. El este considerat sfântul patron al copiilor. În calendarul sfinților, ziua lui de prăznuire este 26 noiembrie.